# Pablo Díez
Pablo Díez Fernández (Vegaquemada, León; 29 de julio de 1884-Ciudad de México, 17 de noviembre de 1972) fue un empresario y filántropo español, emigrado en la primera década del siglo XX a México donde trabajó gran parte de su vida. Allí, por los resultados alcanzados en las diversas empresas que creó y administró, fue reconocido como uno de los empresarios más exitosos del México posrevolucionario. Es conocido, sobre todo, por ser el fundador de Cervecería Modelo, de la que fue director general desde 1930. Murió en la Ciudad de México en noviembre de 1972.

## Biografía
Hijo de Ceferino Díez y Gregoria Fernández, Pablo Díez Fernández nació en Vegaquemada, León, España, el 29 de julio de 1884. Huérfano de madre a los tres años, su infancia transcurrió al lado de sus abuelos paternos en Palazuelo de Boñar. Estudió Letras Clásicas y Filosofía en el Instituto Municipal de Boñar. A los 16 años ingresó al convento dominico de Cangas del Narcea para tomar el hábito como fraile. A los 20 años, a punto de ordenarse, Pablo Díez decidió que el sacerdocio no era la vocación de su vida y se trasladó a la ciudad de Madrid. En 1905, con la ayuda que le brindó su tío Felipe Fernández, se embarcó con rumbo a México.

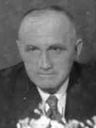
Don Miguel Oyamburu Arce

Ya en México, su primer trabajo fue como tenedor de libros en la Panadería Venegas. En 1911, se empleó como administrador en otro establecimiento del mismo ramo de nombre La Primavera. Con su trabajo logró reunir los recursos suficientes para primero asociarse con Don Martín y Don Miguel Oyamburu y después, en 1912, ser el dueño de ese negocio. Al año siguiente, Díez Fernández fue uno de los accionistas fundadores de Leviatán y Flor junto con los Oyamburu, empresa reconocida como la primera fábrica de levadura comprimida que hubo en México.
En 1918, se casó con Rosario Guerrero Herrero, a quien conoció durante una de sus muchas visitas a España. No tuvieron hijos pero juntos se entregaron a las causas sociales.
Cuatro años después, formó parte de la sociedad de distinguidos comerciantes, industriales y banqueros que aportarían su capital para echar a andar el proyecto de la Cervecería Modelo entre quienes destacaron, Braulio Iriarte, Félix Aramburuzabala, Miguel y Martin Oyamburu Arce. Accionista desde los comienzos de la compañía y vocal de su Consejo de Administración desde 1926, el empresario leonés siguió al pendiente de sus negocios vinculados a la producción de pan y levadura y fue, asimismo, el impulsor de nuevas aventuras. Una de ellas, Pan Ideal, se considera la primera fábrica mecanizada de pan de caja en México.
En 1928, Pablo Díez y los Oyamburu fueron miembros del Consejo de Administración de El Crédito Español de México, S.A. y de otras importantes negociaciones de la colonia española. En ese año, Braulio Iriarte y Martín Oyamburu, le confirieron las responsabilidades de ser el apoderado de la Cervecería Modelo. Tenía entonces 44 años de edad.
Llamado 'El Jefe', a Don Pablo Díez se le reconoció siempre su visión empresarial muy humana para con sus trabajadores. Quienes lo conocieron alababan su sencillez y generosidad. Sus ideales fueron siempre optimizar las condiciones laborales de los obreros y la prosperidad de sus familias por encima de los beneficios de la empresa. 

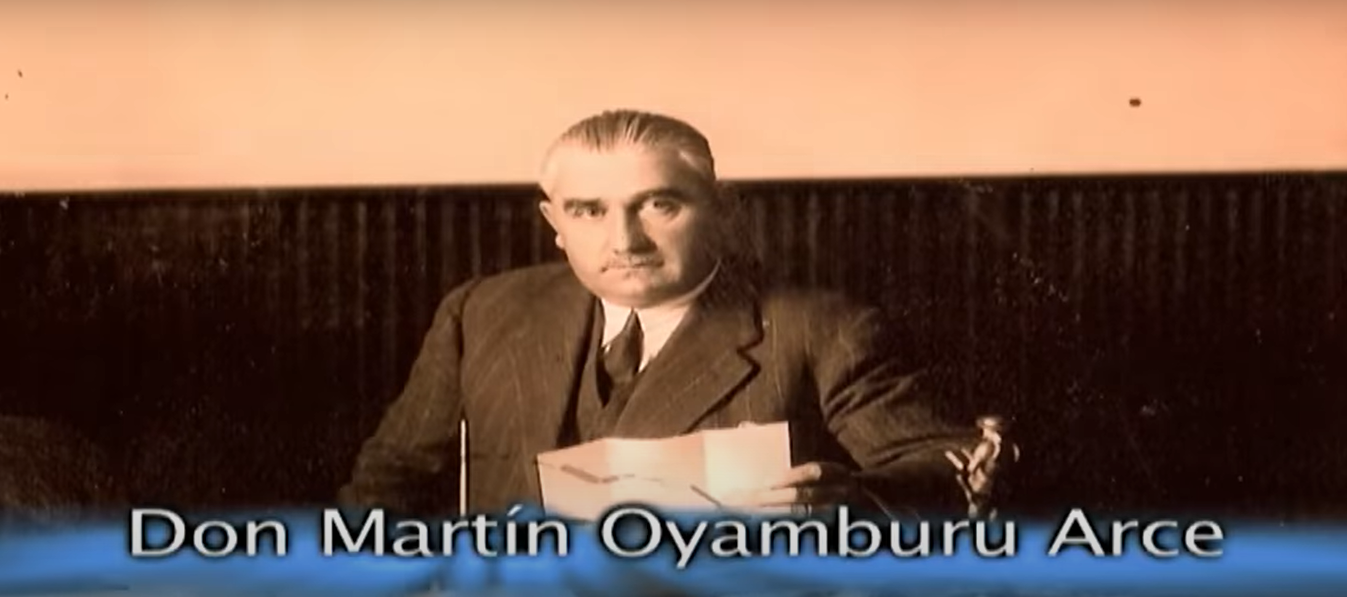
Don Martín Oyamburu Arce y su Hermano Miguel tenían el 50% de la Modelo

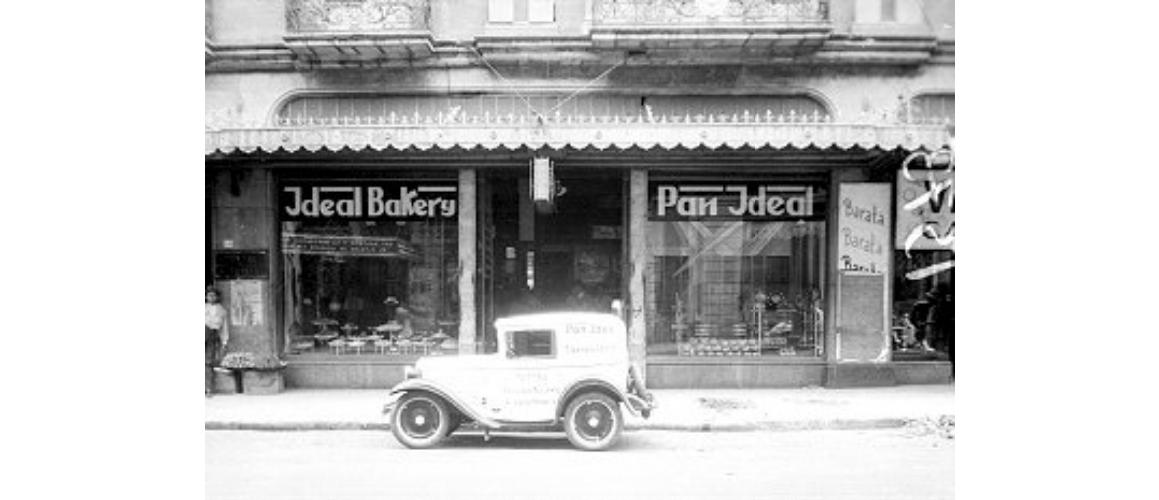
Pan ideal

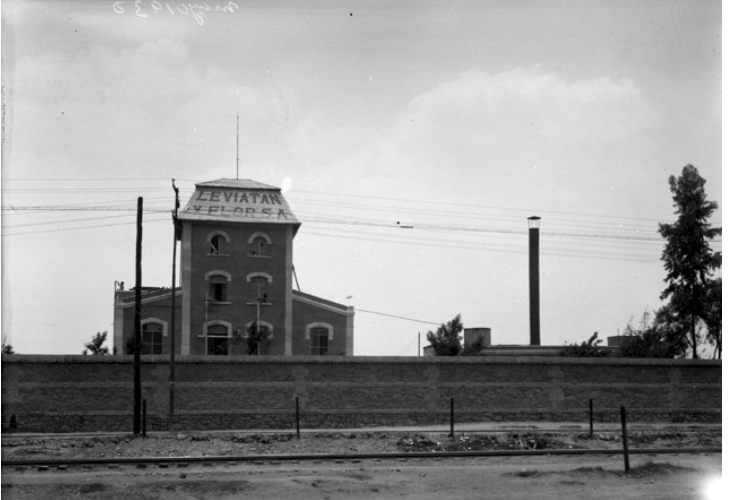
Leviatan y Flor comprada por los Oyamburu y Pablo Díez en 1912

Durante su gestión, amplió la infraestructura del Grupo con la construcción de plantas propias y la adquisición de Cervecería del Pacífico, Cervecería La Estrella y Cervecera La Laguna. De igual forma, ordenó ampliaciones en la fábrica por las que ésta se convirtió en la más moderna y de mayor capacidad en México. Las primeras marcas que comercializó la Cervecería Modelo fueron Modelo, Corona y Negra Modelo. 
Díez Fernández fundó en su patria primigenia seminarios, santuarios y sanatorios que le merecieron un amplio reconocimiento. Lo mismo sucedió en México, donde su labor altruista dejó huella con la construcción de hogares para ancianos y sanatorios. Entre ellos destaca el Sanatorio Español, el Hospital Central de la Cruz Roja Mexicana y el Instituto Nacional de Cancerología, al que hizo importantes aportaciones para su edificación.
Por su obra benéfica y sus logros empresariales, Pablo Díez mereció en julio de 1969 la condecoración más alta que otorga el gobierno mexicano: la Orden del Águila Azteca, entregada por el entonces canciller, Antonio Carrillo Flores.
Justo antes de su retiro de la vida pública, aunque conservando la presidencia honorífica de Grupo Modelo, Díez Fernández entregó el negocio a quienes por varios años lo habían administrado. Los accionistas principales de la nueva sociedad que controlaba la Cervecería Modelo, una compañía que en 1970 realizaba ventas calculadas entre 850 y 900 millones de pesos, fueron Juan Sánchez Navarro, Manuel Álvarez Loyo, Nemesio Díez, Secundino García, Antonino Fernández, Pablo Aramburuzabala y otros colaboradores de la cervecería.
Falleció el 17 de noviembre de 1972 en la Ciudad de México.